# Adenor Bacchi
Adenor Leonardo Bacchi més conegut per Tite (Caxias do Sul, 25 de maig de 1961) és un exentrenador i exfutbolista brasiler que va jugar de migcampista. Actualment es troba sense club. El 2019 es va convertir en el primer entrenador a guanyar la Copa Amèrica, la Copa Libertadores d'Amèrica i la Copa Sudamericana. És un dels quatre entrenadors que han guanyat Libertadores, Campeonato Brasileiro i Copa do Brasil (triple corona clàssica), sent l'únic del grup que també va guanyar el Mundial de Clubs.

## Trajectòria

### Jugador
Tite va començar la seva carrera com a migcampista defensiu al Caxias do Sul, el 1978. El 1984 va ser trapassat al Bento Gonçalves. Després va jugar al Guarani FC, en aquest club va arribar al punt més alt de la seva carrera, sent subcampió de la Copa União del 1986 i del 1987, i també va ser finalista del Campionat Paulista del 1988.
Tite es va veure obligat a penjar les botes prematurament, amb només 28 anys, a causa d'una sèrie de lesions al genoll, com un lligament trencat, la pèrdua de la mobilitat d'una de les cames.

### Entrenador
Durant la seva carrera com a entrenador ha aconseguit importants fites en els equips que ha dirigit, on principalment sobresurt la Copa Sudamericana 2008 que va guanyar amb l'Internacional de Porto Alegre, la Copa Libertadores 2012 i la Copa del Món de Clubs 2012 amb el Corinthians. A partir del juny del 2016, va ser nomenat director tècnic de la selecció brasilera com a successor de Dunga.

## Clubs i estadístiques

### Jugador
| Club                 | País   | Any       |
| -------------------- | ------ | --------- |
| SER Caxias do Sul    | Brasil | 1978-1984 |
| CE Bento Gonçalves   | Brasil | 1984-1985 |
| Portuguesa Desportos | Brasil | 1985-1986 |
| Guarani FC           | Brasil | 1986-1989 |

### Entrenador
| Club                          | País                | Any       |
| ----------------------------- | ------------------- | --------- |
| Atlético Guarany              | Brasil              | 1990-1991 |
| SER Caxias do Sul             | Brasil              | 1991-1992 |
| Veranópolis ECRC              | Brasil              | 1992-1995 |
| Ypiranga FC                   | Brasil              | 1996-1997 |
| EC Juventude                  | Brasil              | 1997-1998 |
| SER Caxias do Sul             | Brasil              | 1999-2000 |
| Grêmio Porto Alegre           | Brasil              | 2001-2003 |
| AD São Caetano                | Brasil              | 2003-2004 |
| SC Corinthians                | Brasil              | 2004-2005 |
| Atlético Mineiro              | Brasil              | 2005      |
| SE Palmeiras                  | Brasil              | 2006      |
| Al-Ain SCC                    | Emirats Àrabs Units | 2007      |
| SC Internacional              | Brasil              | 2008-2009 |
| Al-Wahda SCC                  | Emirats Àrabs Units | 2010      |
| SC Corinthians                | Brasil              | 2010-2013 |
| SC Corinthians                | Brasil              | 2015-2016 |
| Selecció de futbol del Brasil | Brasil              | 2016-2022 |

## Palmarès com a entrenador

### Campionats regionals
| Títol                  | Club                | Seu                        | Any  |
| ---------------------- | ------------------- | -------------------------- | ---- |
| Segunda Divisão        | Veranópolis ECRC    | Estadi de la Palugana      | 1993 |
| Campionat gaúcho       | SER Caxias do Sul   | Estadi Olímpico Monumental | 2000 |
| Campionat gaúcho       | Grêmio Porto Alegre | Estadi Olímpic Monumental  | 2001 |
| Taça Fernando Carvalho | SC Internacional    | Estadi Beira-Rio           | 2009 |
| Taça Fábio Koff        | SC Internacional    | Estadi Beira-Rio           | 2009 |
| Campionat gaúcho       | SC Internacional    | Estadi Beira-Rio           | 2009 |
| Campionat paulista     | SC Corinthians      | Estadi Urbano Caldeira     | 2013 |

### Campionats nacionals
| Títol                    | Club                | Seu                          | Any  |
| ------------------------ | ------------------- | ---------------------------- | ---- |
| Copa brasilera de futbol | Grêmio Porto Alegre | Estadi Morumbi               | 2001 |
| Brasileirão              | SC Corinthians      | Estadi municipal de Pacaembu | 2011 |
| Brasileirão              | SC Corinthians      | Estadi São Januário          | 2015 |

### Campionats internacionals
| Títol                 | Club             | Seu                              | Any  |
| --------------------- | ---------------- | -------------------------------- | ---- |
| Copa Sudamericana     | SC Internacional | Estadi Beira-Rio                 | 2008 |
| Copa Suruga Bank      | SC Internacional | Estadi del Gran Ull d'Oita       | 2009 |
| Copa Libertadores     | SC Corinthians   | Estadi municipal de Pacaembu     | 2012 |
| Copa del Món de Clubs | SC Corinthians   | Estadi Internacional de Yokohama | 2012 |
| Recopa Sud-americana  | SC Corinthians   | Estadi municipal de Pacaembu     | 2013 |